# Herstellerverband Israels

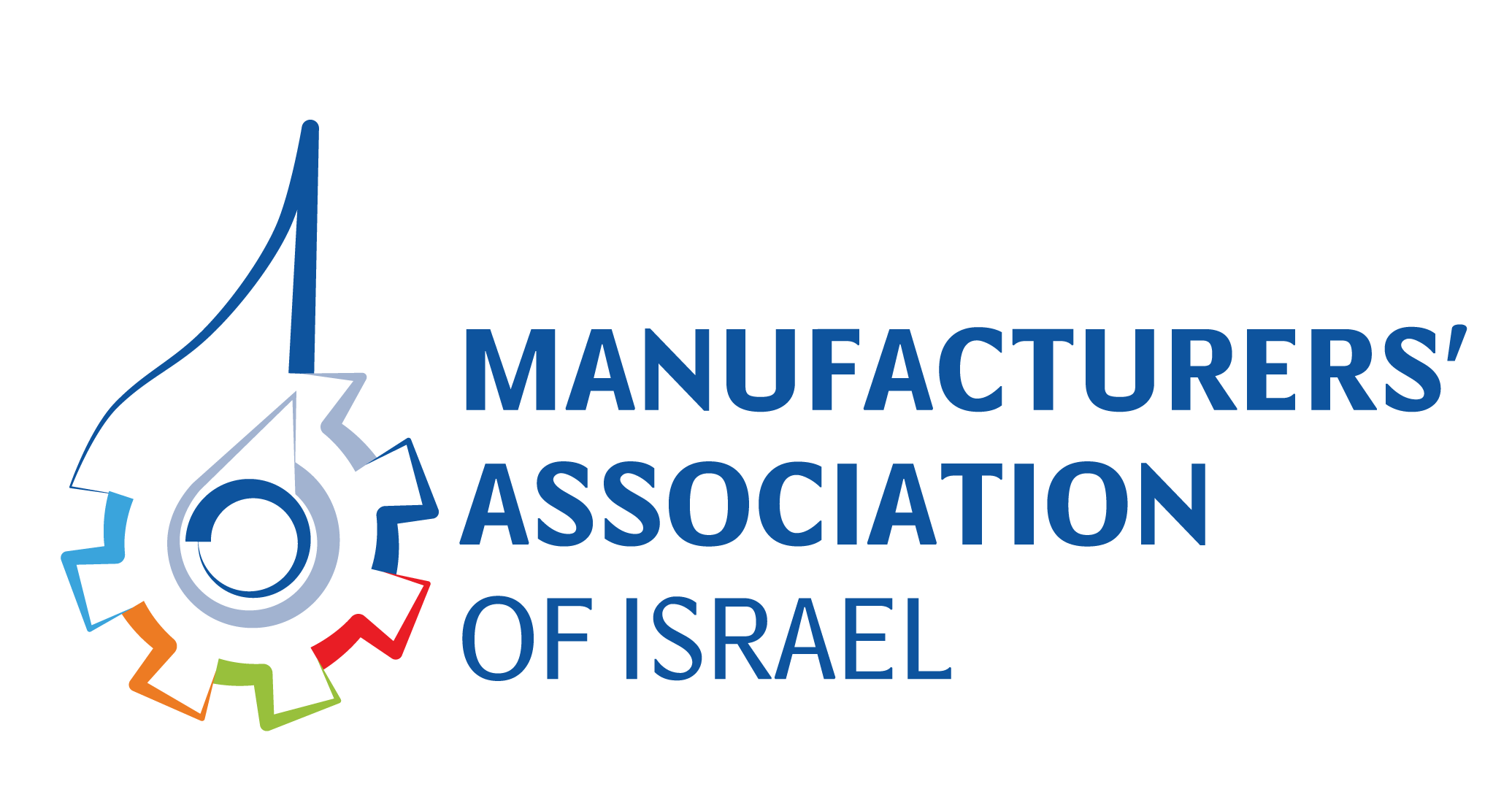
Manufacturers Association of Israel logo

Der Herstellerverband Israels (hebräisch התאחדות התעשיינים בישראל, englisch Manufacturers’ Association of Israel) ist die führende Organisation der israelischen Industrie. Der Verband vertritt Unternehmen, die zusammen ungefähr 95 % der Gesamtindustrieproduktion Israels abdecken. Die Organisationsstruktur des MAI ist untergliedert gemäß drei geographischer Regionen in Nord-, Jerusalem- und Südregionalgesellschaft.

## Geschichte
Im Jahr 1921 wurde während der Britischen Mandatszeit von einer Gruppe jüdischer Industrieller die Association of Manufacturers and Employers gegründet. Als sich diese Organisation nach vier Jahren auflöste, entstand die Association of Manufacturers in the Land of Israel, die später in Manufacturers Association of Israel umbenannt wurde. Seitdem hat sich die Organisation eine Schlüsselrolle in Israels Wirtschaftsstruktur erarbeitet. So ist die MAI als Lobbyorganisation seiner Mitglieder in die Gesetzgebung auf nationaler und regionaler Ebene integriert.
Die MAI vertritt infolgedessen die Interessen der Industrie in der Politik speziell in den Bereichen der Wirtschafts-, Arbeitsrechts-, Haushaltsgesetzgebung, sowie zu Fragen bilateraler und internationaler Wirtschaftsabkommen (wie z. B. Freihandelsabkommen). So arbeitet es in Israel mit dem Finanzministerium zusammen (ehemals MOITAL), dem Israel Export & International Cooperation Institute und weiteren. Abgesehen von der Rolle einer klassischen Lobbygruppe unterstützt die MAI auch seine Mitgliedsunternehmen bei der Bewältigung von Alltagsproblemen, wie zum Beispiel individueller Strategieanalysen, Arbeitsrechtsfällen und Steuerrechtsfragen. Die Manufacturers Association of Israel gehört zu einer Reihe von internationalen Unternehmens- und Arbeitgebervereinigungen wie der IOE, BIAC, und der WTCA.

## Abteilungen
Das MAI ist unterteilt in acht themenorientierte Abteilungen, welche diverse Themenbereiche abdecken und innerhalb dieser Abteilungen die Teilnehmer zu aktuellen politischen Geschehnissen auf Englisch oder Hebräisch informieren.
- Wirtschaft und Regulierung
- Wirtschaftsanalyse
- Kleine und Mittelgroße Unternehmen
- Arbeits- und Personalmanagement
- Außenhandel und Internationale Beziehungen
- Kommunikation
- Firmenneugründungsabteilung

## Unterverbände
Weiterhin ist das MAI unterteilt in sieben Branchenverbände. Diese unterteilen sich gemäß der Geschäftsfelder der in der MAI repräsentierten Unternehmen
- Metall-, Elektro- und Infrastrukturindustrie
- Baumaterialien und Konsumgüter
- Hi Tech
- Chemie und Pharmaindustrie sowie Umweltverbände
- Lebensmittelindustrie
- Textil
- Kibbuzbetriebe